# Ce qui reste (film)
Pour le roman, voir Ce qui reste.
Pour plus de détails, voir Fiche technique et Distribution.
Ce qui reste (Die Welt wird eine andere sein) est un film franco-allemand réalisé par Anne Zohra Berrached, sorti en 2021.

## Synopsis
Dans les années 1990, Asli, une étudiante en biologie, fait connaissance de Saeed, Libanais venu faire des études de dentiste en Allemagne, selon les vœux de ses parents. Ils vont se marier secrètement à la mosquée car la mère d'Asli, veuve, d'origine turque, s'oppose à ce qu'elle épouse un arabe.
Saeed se met à fréquenter fréquemment la mosquée. Il abandonne ses études de dentiste et part dans une autre ville d’Allemagne apprendre à piloter. Lorsqu'il retrouve sa femme, il lui annonce subitement qu'il doit partir quelque temps à l'étranger. Il lui offre un billet pour le Liban afin qu'elle rencontre ses parents. Arrivée dans sa belle famille, elle apprend que cette dernière est à la recherche de Saeed et questionne Asli. Elle révèle qu'elle a reçu une lettre provenant du Yémen.
Une année passe et Saeed sonne à la porte d'Asli. Il présente des cicatrices. Asli refuse tout d'abord de l’accueillir chez elle, mais cède devant la déclaration d'amour de Saeed, lui disant qu'il a fait une grave erreur. Il reprendra sa formation de pilote près de chez eux.
Après quelque temps, Saeed déclare à son épouse qu'il va s'inscrire dans une école de pilotage aux États-Unis. Asli lui rend visite quand il vient d'avoir son brevet de pilote et il l'emmène alors faire un vol avec lui. Ils envisagent de s'installer aux États-Unis. Elle retourne seule en Allemagne pour terminer ses études. Cependant, un événement tragique va avoir lieu qui changera leur destinée.

## Fiche technique
- Titre français : Ce qui reste
- Titre original : Die Welt wird eine andere sein
- Titre international : Copilot
- Réalisation : Anne Zohra Berrached
- Scénario : Anne Zohra Berrached et Stefanie Misrahi
- Musique : Evgueni Galperine et Sacha Galperine
- Décors : Janina Schimmelbauer
- Photographie : Christopher Aoun
- Son : Sylvain Remy
- Montage : Denys Darahan
- Production : Caroline Benjo, Melanie Berke, Julie Billy, Tobias Büchner, Christine Sommer, Carole Scotta, Thomas Kufus, Gerhard Meixner et Roman Paul
- Sociétés de production : Razor Film Produktion, Haut et Court, Zero One Film, Norddeutscher Rundfunk, Arte France Cinéma et Arte
- Sociétés de distribution : Neue Visionen Filmverleih (Allemagne), Haut et Court (France)
- Pays de production :  Allemagne,  France,  Liban
- Langues originales : allemand, anglais, arabe, turc
- Genre : drame
- Durée : 119 minutes
- Dates de sortie :
  - Allemagne : 1er mars 2021 (Berlinale) ; 12 août 2021 (sortie nationale)
  - France : 11 août 2021

## Distribution
- Canan Kir : Asli
- Roger Azar : Saeed
- Özay Fecht : Zeynep
- Jana Julia-Roth : Jacqui
- Nicolas Chaoui : Fares
- Darina Al Joundi : Suleima
- Ceci Chuh : Julia
- Zeynep Ada Kienast : Ebru
- Aziz Dyab : Karim
- Gina Stiebitz : Marisa
- Hans Jürgen Alf : Klaus Maier
- Marlene Fahnsten : Liana

## Production
Le tournage a lieu du 23 août 2018 au 17 décembre 2018 à Berlin, Leipzig, Hambourg, Bochum, Greifswald, à Miami et à Beyrouth.